# Timo Rautiainen
Timo Rautiainen & Trio Niskalaukaus byla finská metalová hudební skupina utvořená v roce 1997. Timo Rautiainen je také frontmanem kultovní finské undergroundové skupiny Lyijykomppania.
Trio Niskalaukaus je ovlivněné tvorbou Black Sabbath i modernějších metalových uskupení; skupina zatím vydala 7 alb. Témata textů písní jsou velmi silná, týkající se například jaderného odpadu, globálního oteplování, smrti blízkého příbuzného nebo zrady. Timo více než dvacet let zpíval pouze finsky; říká o sobě, že je hrdý na svou zem a jazyk - jednou ho však jeho přítel oslovil s nápadem nazpívat album v němčině, což Tima zaujalo. Tento nápad se nakonec uskutečnil, a tak v roce 2001 vznikl počin In frostigen Tälern („V zmrzlých údolích“), vůbec první německy zpívané album od finské skupiny a podle mnohých jedno z nejlepších v Timově tvorbě. V roce 2004 vyšlo i druhé německy zpívané album, Hartes Land. Tato alba se skládají ze skladeb původně nazpívaných ve finštině a později přeložených.
Timo je označován za klidného a introvertního člověka, což se projevuje i při hraní na koncertech - místo zdůrazňování světelných a jiných efektů nebo neustálého opakování kytarových riffů se on a jeho skupina soustředí hlavně na hudbu samotnou a snaží se ji dodat sílu. Tato upřímnost a přímočarost spolu s výraznou hudbou a texty zaručily Timovi přední příčky na finských hudebních žebříčcích.
Trio Niskalaukaus má od prosince 2004 neurčitě dlouhou přestávku.
V roce 2006 vydal Timo Rautiainen sólové album Sarvivuori, kde mu asistovali hudebníci z nejrůznějších skupin.

## Hudebníci (Trio Niskalaukaus)
- Timo Rautiainen - kytara, vokály (1997-)
- Jarkko Petosalmi - kytara (1999-)
- Jari Huttunen - kytara (2002-)
- Nils Ursin - baskytara (2000-)
- Seppo Pohjolainen - bubny, vokály (1997-)

Skupinu opustili:
- Karri Rämö - kytara (1997-2001)
- Arto Alaluusua - baskytara (1997-2000)
- Teppo Haapasalo - kytara (1997-1999)
- Valtteri Revonkorpi - klávesy (1997)

## Hudebníci (sólové album)
- Timo Rautiainen
- Nils Ursin
- Peter Engberg
- Tuomas Holopainen
- Alexander Kuoppala
- Jussi Lampi

## Diskografie (Trio Niskalaukaus)
- Hävetkää! - 1997 (EP)
- Lopunajan merkit - 1999
- Rajaton rakkaus - 2000 (singl)
- Itku pitkästä ilosta - 2000
- Kuilun partaalla - 2001 (EP)
- In frostigen Tälern - 2001
- Surupuku - 2002 (singl)
- Rajaportti - 2002
- Elegia - 2002 (singl)
- Lumessakahlaajat - 2002 (singl)
- Tiernapojat - 2002 (EP)
- Rajaportti-platinapainos - 2002 (zvláštní vydání Rajaportti obsahující EP Tiernapojat)
- Hyvä ihminen 2004 (singl)
- Kylmä tila - 2004
- Minun oikeus - 2004 (singl)
- Hartes Land - 2004
- Tilinteon Hetki - 2004 (Best of)
- Lauluja Suomesta (Songs from Finland) - 2018
- Mahdoton yhtälö (2020)

## Diskografie (sólo)
- Sarvivuori - 2006